# اوتسونومیا، توچیگی
اوتسونومیا شهری است در کشور ژاپن. این شهر مرکز استان توچیگی در جزیره هونشو است. 
جمعیت این شهر در سال ۲۰۰۷ میلادی برابر ۵۰۵۰۰۰ نفر برآورد شده است.